# Nova Odessa (kommun)
Nova Odessa är en kommun i Brasilien.   Den ligger i delstaten São Paulo, i den sydöstra delen av landet, 800 km söder om huvudstaden Brasília. Antalet invånare är 51 278.
Följande samhällen finns i Nova Odessa:
- Nova Odessa

Runt Nova Odessa är det i huvudsak tätbebyggt. Runt Nova Odessa är det mycket tätbefolkat, med 2 431 invånare per kvadratkilometer.